# نریو راموس
نریو راموس (انگلیسی: Nereu Ramos; زاده ۳ سپتامبر ۱۸۸۸ – درگذشته ۱۶ ژوئن ۱۹۵۸) وکیل و سیاستمدار اهل برزیل بود.